# Pio Point
Der Pio Point ist eine Landspitze am westlichen Ende von Bird Island vor dem westlichen Ende Südgeorgiens. Sie markiert die nördliche Begrenzung der Einfahrt zur Johnson Cove.
Wissenschaftler der britischen Discovery Investigations nahmen zwischen 1926 und 1930 eine grobe Kartierung der Landspitze vor. Weitere Vermessungen erfolgten durch die HMS Owen der Royal Navy zwischen 1960 und 1961. Das UK Antarctic Place-Names Committee benannte sie 1963. „Pio“ ist eine unter Seeleuten seit langem etablierte Bezeichnung für den Rußalbatros (lateinisch Phoebetria palpebrata), zu dessen Brutgebieten Bird Island zählt.